# Grand Theft Auto (computerspil)
Grand Theft Auto (GTA) er det første spil i Grand Theft Auto-serien. Det blev udgivet i oktober 1997 af Rockstar Games.